# Макс Ферстаппен
Макс Ферстаппен (нід. Max Verstappen нар. 30 вересня 1997, Гасселт, Бельгія) — нідерландський автогонщик. Пілот команди Формули-1 «Ред Бул Рейсінг». Чотирикратний чемпіон світу з автоперегонів у класі Формула-1 у 2021, 2022, 2023 та 2024 роках відповідно.
Ферстаппен — син гонщика Йоса Ферстаппена, який також виступав у Формулі-1, та Софі Кумпен. Він успішно виступав у юніорських класах картингу та одномісних категоріях, включаючи KF3, WSK World Series, KZ2 та Європейську Формулу 3, побивши кілька рекордів. Взявши участь у Гран-прі Австралії 2015 року, коли йому було 17 років і 166 днів, став наймолодшим гонщиком, який виступав у Формулі-1. Провівши сезон 2015 року в Scuderia Toro Rosso, Ферстаппен розпочав кампанію 2016 року з італійською командою, а після чотирьох гонок перейшов до материнської команди Red Bull Racing, де замінив Даніїла Квята. У віці 18 років він виграв Гран-прі Іспанії 2016 року у своєму дебютному виступі за Red Bull Racing, ставши наймолодшим гонщиком в історії і першим голландським гонщиком, який виграв Гран-прі Формули-1.
Після перемоги на Гран-прі Абу-Дабі 2021 року Ферстаппен став першим голландським гонщиком, який виграв чемпіонат світу Формули-1, і 34-м чемпіоном світу Формули-1. Він виграв поспіль наступні три чемпіонати у 2022, 2023 та 2024 роках. Ферстаппен залишиться в «Ред Булл» щонайменше до кінця сезону 2028 року після підписання продовження контракту.

## Життєпис
Макс — з автоспортивної родини: його батько Йос з 1994 по 2003 рік виступав у Формулі-1, мати Софі Кюмпен брала участь у турнірах з картингу в юнацькому віці, а дядько Ентоні та дід Пол змагалися у перегонах GT.
Хоча мати Ферстаппена бельгійка і сам він народився та виріс у Бельгії, Макс зізнається, що більше відчуває себе голландцем, тому виступає під нідерландською ліцензією.

## Кар'єра

### Картинг
Ферстаппен почав займатися картингом у чотири з половиною роки. Уже в 2005 році він став срібним призером у Limburgs Kart Championship у класі Mini Junior, а в наступному році перейшов до Minimax, в якому став чемпіоном у ряді серій: Rotax Max Challenge Belgium (2006, 2007, 2008), Dutch championship Rotax Max, Rotax Max Challenge Belgium National (2007), BNL Kartins Series (2008), VAS Championship (2009); також у 2008 році виграв Belgian Championship у класі Cadet, а в 2009 — у класі KF5.
У 2010 році перейшов до класу KF3, де став чемпіоном у Bridgestone Cup Europe, WSK Nations Cup і WSK World Series, у 2010 і 2011 — WSK Euro Series. Далі виступав у KF2, де в 2012 році виграв WSK Master Series, 17° Winter Cup, а в 2013 — South Garda Winter Cup. Також у 2013 році — останньому сезоні виступів у картингу — став чемпіоном WSK Master Series у класі KZ2, WSK Euro Series у класі KZ1, CIK-FIA World Championship і CIK-FIA European Championship у класі KZ і CIK-FIA European Championship у класі KF.

### Формула-3
У 2014 році Ферстаппен дебютував у серії з відкритими колесами, взявши участь у чемпіонаті Європи «Формули-3» у складі команди «Van Amersfoort Racing». За 33 гонках він 16 разів побував на подіумі: посів перше місце у третій гонці першого етапу на Гоккенгаймринг, у всіх гонках Спа-Франкоршаму та Норисрингу, у першій гонці на Нюрнбургрингу, у третій гонці на трасі Імола і у першій гонці другого етапу на Гоккенгаймрингу; всього здобув 411 очок і став бронзовим призером чемпіонату.
Також у 2014 році Ферстаппен брав участь у двох змаганнях «Формули-3», які проводяться щорічно: Гран-прі Макао і «Формула-3 Мастерс». У Гран-прі Макао (у команді «Van Amersfoort Racing») він показав найкраще коло перегонів і посів сьоме місце, а в гонці «Формули-3 Майстер» (у команді «Motopark»), що носила в цьому році назву Zandvoort Masters, узявши поул і показавши найкраще коло, став першим.

### Формула-1
У липні 2014 року з'явилося повідомлення про те, що до Ферстаппена стали проявляти інтерес команди «Формули-1» — «Феррарі», «Макларен» і «Ред Булл», а вже у серпні було офіційно оголошено про його включення до складу молодіжної програми «Ред Булл» на запрошення Гельмута Марко, після чого він став тест-пілотом у «Торо Россо». Через кілька років, у липні 2018 року, Нікі Лауда розповів, що команда «Мерседес» намагалася підписати контракт з голландським гонщиком, але «Ред Булл» випередила їх.
Ферстаппен взяв участь у тренуванні Гран-прі Японії 2014 року, ставши наймолодшим пілотом, який коли-небудь брав участь у етапі «Формули-1».
Пізніше, у серпні 2014 року, команда «Торо Россо» заявила про підписання контракту з Ферстаппеном, за яким він став її бойовим пілотом у чемпіонаті 2015 року. Ферстаппен дебютував у 17 років, внаслідок чого встановив новий рекорд як наймолодший пілот в історії «Формули-1». На чотирьох перегонах чемпіонату він зійшов, а за 15 інших дев'ять разів фінішував у очковій зоні, всього набрав 49 очок та посів 12-е місце в особистому заліку.
Більше ніж половину чемпіонату Ферстаппен виступав у «Формулі-1», ще не маючи водійських прав. Він отримав їх лише в день свого повноліття — 30 вересня 2015 року. У 2016 році Ферстаппен перші чотири етапи сезону провів у складі «Scuderia Toro Rosso», а з п'ятого етапу виступав у «Red Bull Racing», де замінив Данила Квята. 15 травня 2016 року, у віці 18 років і 227 днів, Ферстаппен виграв гонку іспанського етапу сезону, тим самим ставши наймолодшим переможцем Гран-прі. В особистому заліку чемпіонату 2016 року з 204 набраними очками посів п'яте місце.
У 2017 році чотири рази піднімався на подіум, два рази ставав переможцем гонки, сезон закінчив на шостому місці. У 2018 році побував на подіумі одинадцять разів, знову здобув дві перемоги, за підсумками став четвертим.
Чемпіонат 2019 року Ферстаппен розпочав краще за попередній, часто займав позиції наближені до подіуму. У перших восьми гонках він двічі займав нижню сходинку п'єдесталу пошани. Після цього результати стали поліпшуватися: він виграв етапи в Австрії і Німеччині, а в Угорщині поступився перемогою Льюїсу Гамільтону лише на останніх колах. Далі настав певний спад у результатах, і за наступні шість етапів лише одного разу вдалося фінішувати на подіумі, при двох сходах з дистанції. На кінець чемпіонату Ферстаппен протягом трьох етапів здобув одну перемогу і двічі фінішував на подіумі. Разом з невисокими результатами суперників по чемпіонату — Феттеля і Леклера — на двох вони заробили лише один подіум, а в Бразилії і зовсім зіткнулися між собою — це дозволило Ферстаппену піднятися на третє місце у чемпіонаті, поступившись тільки пілотам «Мерседеса». У підсумку за чемпіонат він здобув 278 очок.

#### Гран-прі Абу-Дабі 2021
Своє перше чемпіонство він здобув на останньому колі Гран-прі Абу-Дабі 2021 в боротьбі з пілотом «Мерседес»  Льюїсом Гамільтоном, який не зміг здобути свій 8 титул.
Перед стартом Гран-прі Абу-Дабі 2021 року Гемілтон і Ферстаппен мали однакову кількість очок.
Доля чемпіонства могла зважитися у першому повороті, коли Гемілтон, краще стартував та обігнав свого головного конкурента у боротьбі за титул.  30 кіл нідерландець намагався наздогнати свого суперника і за 4 кола до кінця отримав реальний шанс, коли Латіфі розбив свій Williams.  Машина безпеки зібрала пелотон і пішла з траси лише на останньому колі.  У цей час Макс поміняв гуму на нову. Цього вистачило Ферстаппену, щоб на останньому колі обійти британського гонщика і виграти чемпіонство.

## Результати виступів

### Гоночна кар'єра
| Сезон | Серія                               | Команда                      | Гонки | Перемоги | Поули | Н/к | Подіуми | Очки  | Місце |
| ----- | ----------------------------------- | ---------------------------- | ----- | -------- | ----- | --- | ------- | ----- | ----- |
| 2014  | Florida Winter Series               | Н/Д                          | 12    | 2        | 3     | 3   | 5       | Н/Д   | Н/Д   |
| 2014  | FIA European Formula 3 Championship | Van Amersfoort Racing        | 33    | 10       | 7     | 7   | 16      | 411   | 3     |
| 2014  | Macau Grand Prix                    | Van Amersfoort Racing        | 1     | 0        | 0     | 1   | 0       | Н/Д   | 7     |
| 2014  | Zandvoort Masters                   | Motopark                     | 1     | 1        | 1     | 0   | 1       | Н/Д   | 1     |
| 2015  | Формула-1                           | Scuderia Toro Rosso          | 19    | 0        | 0     | 0   | 0       | 49    | 12    |
| 2016  | Формула-1                           | Scuderia Toro Rosso          | 4     | 0        | 0     | 0   | 0       | 204   | 5     |
| 2016  | Формула-1                           | Red Bull Racing              | 17    | 1        | 0     | 1   | 7       | 204   | 5     |
| 2017  | Формула-1                           | Red Bull Racing              | 20    | 2        | 0     | 1   | 4       | 168   | 6     |
| 2018  | Формула-1                           | Aston Martin Red Bull Racing | 21    | 2        | 0     | 2   | 11      | 249   | 4     |
| 2019  | Формула-1                           | Aston Martin Red Bull Racing | 21    | 3        | 2     | 3   | 9       | 278   | 3     |
| 2020  | Формула-1                           | Aston Martin Red Bull Racing | 17    | 2        | 1     | 3   | 11      | 214   | 3     |
| 2021  | Формула-1                           | Red Bull Racing Honda        | 22    | 10       | 10    | 6   | 18      | 395.5 | 1     |
| 2022  | Формула-1                           | Oracle Red Bull Racing       | 22    | 15       | 7     | 5   | 17      | 454   | 1     |
| 2023  | Формула-1                           | Oracle Red Bull Racing       | 22    | 19       | 12    | 9   | 21      | 575   | 1     |
| 2024  | Формула-1                           | Oracle Red Bull Racing       | 24    | 9        | 8     | 3   | 14      | 437   | 1     |
| 2025  | Формула-1                           | Oracle Red Bull Racing       | 14    | 2        | 4     | 1   | 5       | 187*  | 3*    |

* Сезон триває.

### Формула-1
| Приклад                  | Опис                                                              |
| ------------------------ | ----------------------------------------------------------------- |
| 1                        | Переможець                                                        |
| 2                        | Друге місце                                                       |
| 3                        | Третє місце                                                       |
| 5                        | Фінішував у очковій зоні                                          |
| 12                       | Фінішував поза очковою зоною                                      |
| НКЛ                      | Фінішував, але не класифікований                                  |
| Схід                     | Не фінішував і не класифікований                                  |
| НКВ                      | Не кваліфікований                                                 |
| НПКВ                     | Не передкваліфікований                                            |
| ДСК                      | Дискваліфікований                                                 |
| тест                     | Тестер по п'ятницях                                               |
| НС                       | Брав участь у Гран-прі як бойовий пілот, але не стартував у гонці |
| Т                        | Травмований чи хворий                                             |
| Викл                     | Виключений із протоколу                                           |
| Від                      | Відмова від участі                                                |
| НТР                      | Не брав участі в тренуваннях                                      |
| НПР                      | Не прибув на Гран-прі                                             |
| С                        | Гонка скасована                                                   |
|                          | Не брав участі                                                    |
| Жирний шрифт             | Поул-позиція                                                      |
| Курсив                   | Найшвидше коло                                                    |
| Числоу верхньому індексі | Позиція в спринті, що передбачає нарахування очок                 |

| Рік      | Команда                      | Шасі                  | Двигун                          | 1        | 2        | 3        | 4        | 5        | 6        | 7        | 8        | 9        | 10       | 11       | 12       | 13       | 14       | 15       | 16       | 17       | 18       | 19     | 20    | 21     | 22    | 23     | 24    | Місце | Очки  |
| -------- | ---------------------------- | --------------------- | ------------------------------- | -------- | -------- | -------- | -------- | -------- | -------- | -------- | -------- | -------- | -------- | -------- | -------- | -------- | -------- | -------- | -------- | -------- | -------- | ------ | ----- | ------ | ----- | ------ | ----- | ----- | ----- |
| 2014     | Scuderia Toro Rosso          | Toro Rosso STR9       | Renault Energy F1-2014 1.6 V6 t | АВС      | МАЛ      | БАХ      | КИТ      | ІСП      | МОН      | КАН      | АВТ      | ВЕЛ      | НІМ      | УГО      | БЕЛ      | ІТА      | СІН      | ЯПО тест | РОС      | США тест | БРА тест | АБУ    |       |        |       |        |       | –     | –     |
| 2015     | Scuderia Toro Rosso          | Toro Rosso STR10      | Renault Energy F1-2015 1.6 V6 t | АВС Схід | МАЛ 7    | КИТ 17†  | БАХ Схід | ІСП 11   | МОН Схід | КАН 15   | АВТ 8    | ВЕЛ Схід | УГО 4    | БЕЛ 8    | ІТА 12   | СІН 8    | ЯПО 9    | РОС 10   | США 4    | МЕК 9    | БРА 9    | АБУ 16 |       |        |       |        |       | 12    | 49    |
| 2016     | Scuderia Toro Rosso          | Toro Rosso STR11      | Ferrari 060 1.6 V6 t            | АВС 10   | БАХ 6    | КИТ 8    | РОС Схід |          |          |          |          |          |          |          |          |          |          |          |          |          |          |        |       |        |       |        |       | 5     | 204   |
| 2016     | Red Bull Racing              | Red Bull RB12         | TAG Heuer 1.6 V6 t              |          |          |          |          | ІСП 1    | МОН Схід | КАН 4    | ЄВР 8    | АВТ 2    | ВЕЛ 2    | УГО 5    | НІМ 3    | БЕЛ 11   | ІТА 7    | СІН 6    | МАЛ 2    | ЯПО 2    | США Схід | МЕК 4  | БРА 3 | АБУ 4  |       |        |       | 5     | 204   |
| 2017     | Red Bull Racing              | Red Bull RB13         | TAG Heuer 1.6 V6 t              | АВС 5    | КИТ 3    | БАХ Схід | РОС 5    | ІСП Схід | МОН 5    | КАН Схід | АЗЕ Схід | АВТ Схід | ВЕЛ 4    | УГО 5    | БЕЛ Схід | ІТА 10   | СІН Схід | МАЛ 1    | ЯПО 2    | США 4    | МЕК 1    | БРА 5  | АБУ 5 |        |       |        |       | 6     | 168   |
| 2018     | Aston Martin Red Bull Racing | Red Bull Racing RB14  | TAG Heuer 1.6 V6 t              | АВС 6    | БАХ Схід | КИТ 5    | АЗЕ Схід | ІСП 3    | МОН 9    | КАН 3    | ФРА 2    | АВТ 1    | ВЕЛ 15†  | НІМ 4    | УГО Схід | БЕЛ 3    | ІТА 5    | СІН 2    | РОС 5    | ЯПО 3    | США 2    | МЕК 1  | БРА 2 | АБУ 3  |       |        |       | 4     | 249   |
| 2019     | Aston Martin Red Bull Racing | Red Bull Racing RB15  | Honda RA619H 1.6 V6 t           | АВС 3    | БАХ 4    | КИТ 4    | АЗЕ 4    | ІСП 3    | МОН 4    | КАН 5    | ФРА 4    | АВТ 1    | ВЕЛ 5    | НІМ 1    | УГО 2    | БЕЛ Схід | ІТА 8    | СІН 3    | РОС 4    | ЯПО Схід | МЕК 6    | США 3  | БРА 1 | АБУ 2  |       |        |       | 3     | 278   |
| 2020     | Aston Martin Red Bull Racing | Red Bull Racing RB16  | Honda RA620H 1.6 V6 t           | АВТ Схід | ШТИ 3    | УГО 2    | ВЕЛ 2    | 70 1     | ІСП 2    | БЕЛ 3    | ІТА Схід | ТОС Схід | РОС 2    | АЙФ 2    | ПОР 3    | ЕМІ Схід | ТУР 6    | БАХ 2    | САХ Схід | АБУ 1    |          |        |       |        |       |        |       | 3     | 214   |
| 2021     | Red Bull Racing Honda        | Red Bull Racing RB16B | Honda RA621H 1.6 V6 t           | БАХ 2    | ЕМІ 1    | ПОР 2    | ІСП 2    | МОН 1    | АЗЕ 18†  | ФРА 1    | ШТИ 1    | АВТ 1    | ВЕЛ Схід | УГО 9    | БЕЛ 1‡   | НІД 1    | ІТА Схід | РОС 2    | ТУР 2    | США 1    | МЕХ 1    | САП 2  | КАТ 2 | САУ 2  | АБУ 1 |        |       | 1     | 395.5 |
| 2022     | Oracle Red Bull Racing       | Red Bull RB18         | Red Bull RBPTH001 1.6 V6 t      | БАХ 19†  | САУ 1    | АВС Схід | ЕМІ 1    | МАЯ 1    | ІСП 1    | МОН 3    | АЗЕ 1    | КАН 1    | ВЕЛ 7    | АВТ 21   | ФРА 1    | УГО 1    | БЕЛ 1    | НІД 1    | ІТА 1    | СІН 7    | ЯПО 1    | США 1  | МЕХ 1 | САП 64 | АБУ 1 |        |       | 1     | 454   |
| 2023     | Oracle Red Bull Racing       | Red Bull RB19         | Honda RBPTH001 1.6 V6 t         | БАХ 1    | САУ 2    | АВС 1    | АЗЕ 23   | МАЯ 1    | МОН 1    | ІСП 1    | КАН 1    | АВТ 1    | ВЕЛ 1    | УГО 1    | БЕЛ 1    | НІД 1    | ІТА 1    | СІН 5    | ЯПО 1    | КАТ 12   | США 1    | МЕХ 1  | САП 1 | ЛВГ 1  | АБУ 1 |        |       | 1     | 575   |
| 2024     | Oracle Red Bull Racing       | Red Bull RB20         | Honda RBPTH002 1.6 V6 t         | БАХ 1    | САУ 1    | АВС Схід | ЯПО 1    | КИТ 1    | МАЯ 21   | ЕМІ 1    | МОН 6    | КАН 1    | ІСП 1    | АВТ 51   | ВЕЛ 2    | УГО 5    | БЕЛ 4    | НІД 2    | ІТА 7    | АЗЕ 5    | СІН 2    | США 31 | МЕХ 5 | САП 14 | ЛВГ 5 | КАТ 18 | АБУ 6 | 1     | 437   |
| 2025     | Oracle Red Bull Racing       | Red Bull RB21         | Honda RBPTH002 1.6 V6 t         | АВС 2    | КИТ 43   | ЯПО      | БАХ 6    | САУ 2    | МАЯ 4    | ЕМІ 1    | МОН 4    | ІСП 10   | КАН 2    | АВТ Схід | ВЕЛ 6    | БЕЛ 41   | УГО 9    | НІД      | ІТА      | АЗЕ      | СІН      | США    | МЕХ   | САП    | ЛВГ   | КАТ    | АБУ   | 3*    | 187*  |
| Джерело: |                              |                       |                                 |          |          |          |          |          |          |          |          |          |          |          |          |          |          |          |          |          |          |        |       |        |       |        |       |       |       |

† Не закінчив, але був класифікований, оскільки він завершив більше 90 % дистанції гонки.

‡ Зараховано половину очок через те, що перегони склали менше 75 % запланованої дистанції.

* Сезон триває.